# Kornél Ábrányi (politiker)

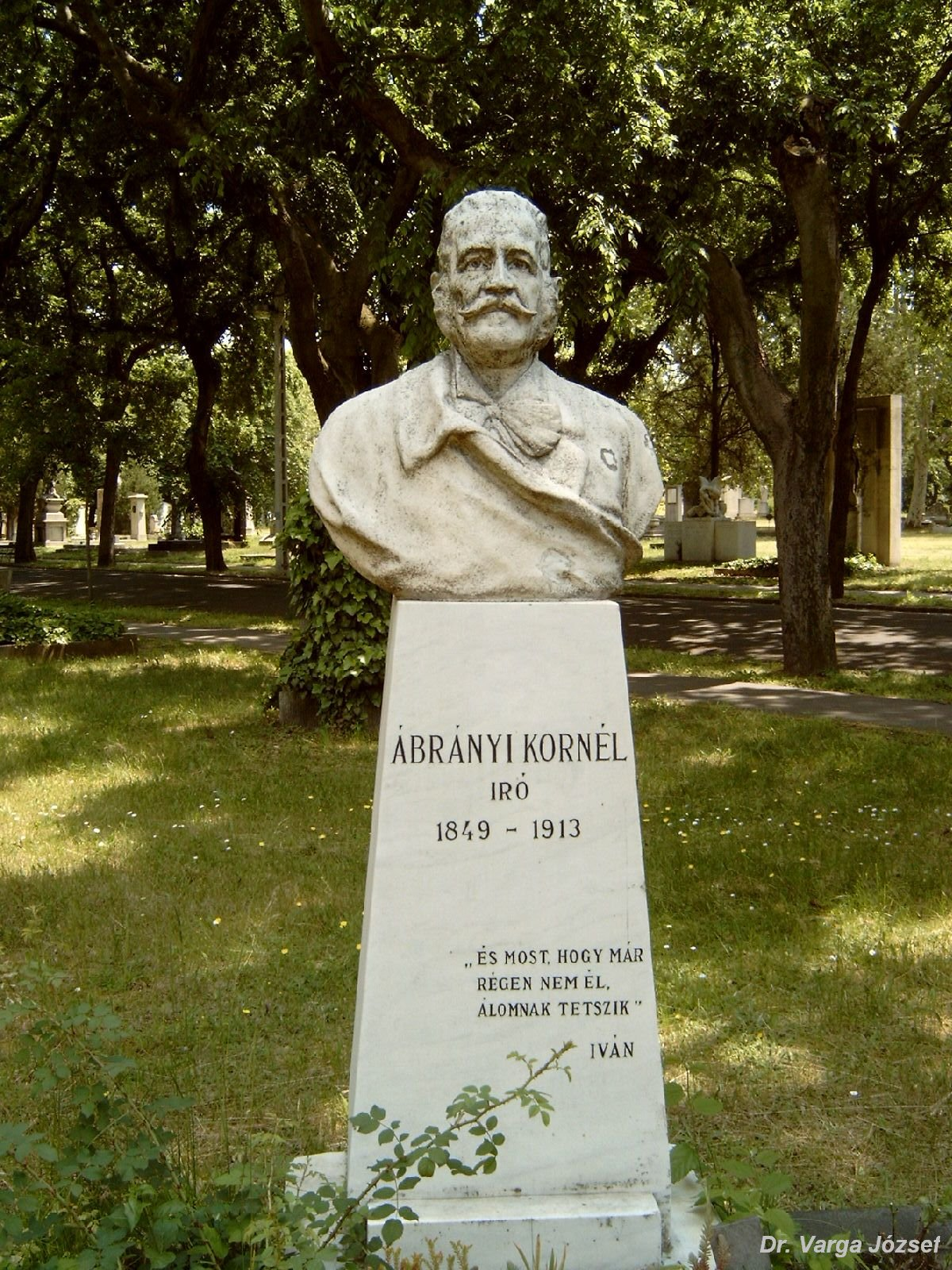
Byst över Kornél Ábrányi.

Kornél Ábrányi, född 1849, död 1913, var en ungersk politiker och publicist. Han var son till musikern och skriftställaren Kornél Ábrányi och bror till Emil Ábrányi.
Ábrányi var en av oppositionspartiets stödjepelare såsom ledamot av parlamentet och redaktör av tidningen Pesti Napló. Han var 1906-1909 ministerialråd och chef för ungerska regeringens pressbyrå. Han författade lustspel och behandlade äktenskapsfrågan i romanform.